# Barrio Rivadavia (Mendoza)
Barrio Rivadavia es una localidad argentina ubicada en el distrito Los Campamentos del Departamento Rivadavia, Provincia de Mendoza. Se encuentra al este de la calle Caligniana, que sirve de acceso al distrito, a 1,5 km del río Tunuyán y a 5 km de Rivadavia. Linda con el barrio Cooperativa La Primavera del distrito La Libertad, y por su cercanía a la ciudad de Rivadavia se formó en la calle de acceso al barrio un pequeño conglomerado urbano que la distingue de otros barrios de la zona limitados a las viviendas construidas por el Instituto de Vivienda.
El barrio fue construido por el instituto provincial de Vivienda a partir de terrenos donados por Bautista Gargantini, para que vivan en él empleados de la desaparecida bodega Gargantini, ubicada 3 km al oeste. Se realizó un sorteo para eligir las casas a los obreros.